# NGC 3805
NGC 3805 је елиптична галаксија у сазвежђу Лав која се налази на NGC листи објеката дубоког неба.
Деклинација објекта је + 20° 20' 37" а ректасцензија 11h 40m 41,6s. Привидна величина (магнитуда) објекта NGC 3805 износи 12,7 а фотографска магнитуда 13,7. NGC 3805 је још познат и под ознакама UGC 6642, MCG 4-28-19, CGCG 127-24, PGC 36224.